# Loire
O Loire ou, na sua forma portuguesa, Líger, é um departamento da França localizado na região de Auvérnia-Ródano-Alpes. Sua capital é a cidade de Saint-Étienne. É percorrido pelo rio Loire que lhe deu o nome, rio este que corte o departamento por mais de 100 km. Seus habitantes são chamados de Ligériens, derivado do nome do rio em galês e latim, Líger. O código postal da região é o 42.
Loire é limítrofe aos departamentos Ródano, Isère, Ardèche, Haute-Loire, Puy-de-Dôme, Allier e Saône-et-Loire.
Ela é estirada de norte a sua (136 km separam a comuna de Urbise ao norte da comuna de Pacaudière ao sul), mas tem somente 50 km de largura entre leste e oeste. Sua área é de 4.773 km² e é um departamento menor que a média nacional.

## História
O sítio arqueológico de Villerest, nas suas cavernas, existem traços de civilização pre-histórica, de presença humana no período do Paleolítico. O primeiro povo galês que viveu na região foram os Ségusiaves. Após a batalha de Alesia em 52 a.C., os Romanos desenvolveram cidades na região, próximas dos maiores rios, para facilitar o comércio local.
O departamento da Loire só foi criado na Revolução Francesa, em 1793, pela cisão do departamento do Ródano-e-Loire em Ródano e Loire.

## Símbolos

Brasão de Loire

## Clima
O clima da região é do tipo semi-continental, com contrastes de altitude e atividade industrial, gerando micro-climas e diferenças sensíveis de uma cidade a outra.

## Meio-Ambiente e paisagens

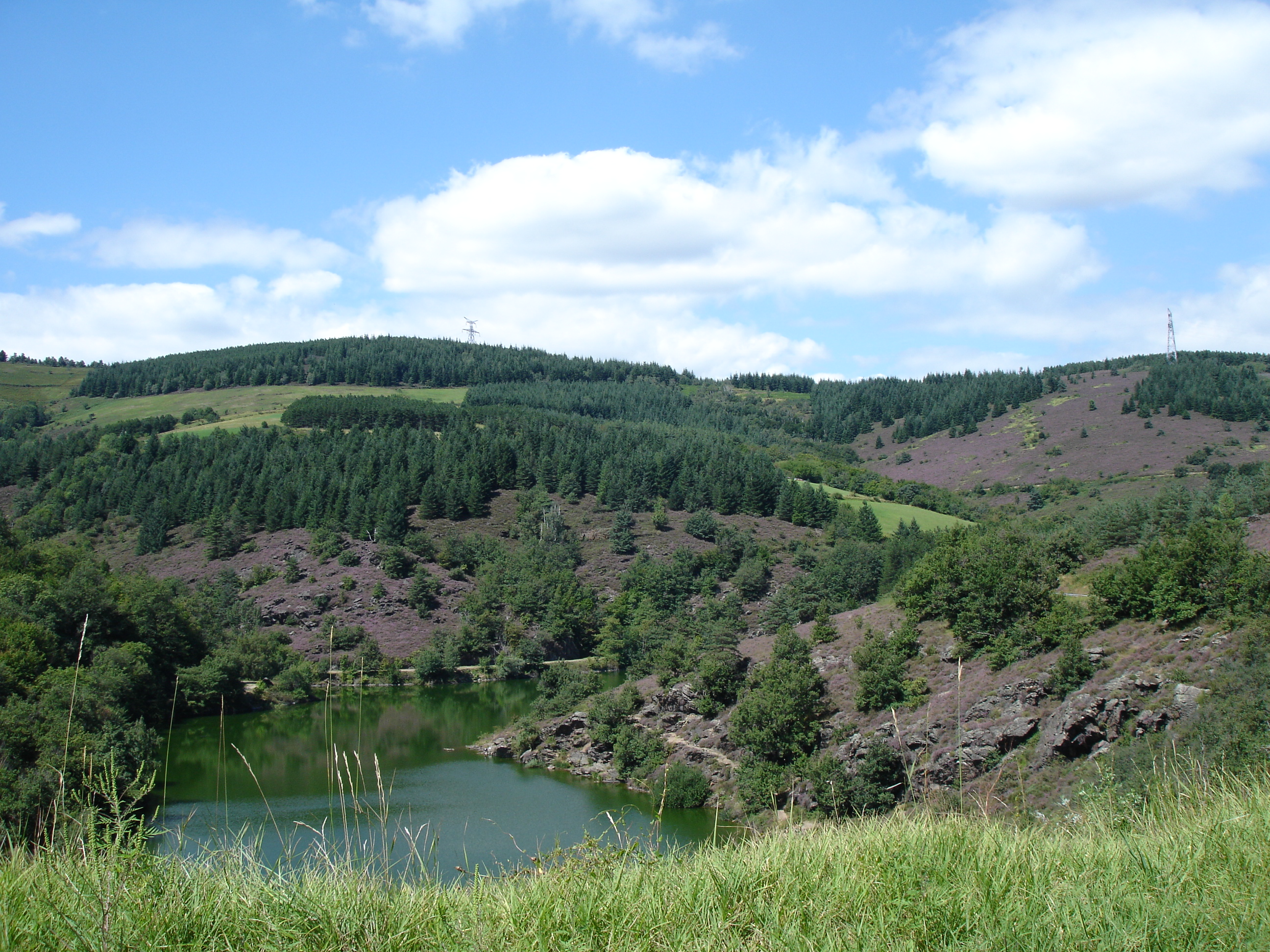

O departamento abriga uma rica flora e fauna natural. Loire possui uma grande diversidade de paisagem, desde o norte de Roannais, até o sul, a borda do rio Ródano.
Também está presente o monte do Pilat, rica região preservada como parque nacional.
No inverno, é possível a prática do esqui em Chalmazel, com 12 km de pistas de até 1600 m de altitude e sete teleféricos.
a prática de esqui de fundo também é possível, com planícies de montanha com mais de 45 km de pistas para a prática no Forez.

## Demografia
O departamento da Loire (42) contava com 753.763 habitantes em 2012.

## Economia
A Loire se industrializou fortemente entre os séculos XIX e XX, principalmente a região de Saint-Étienne, com as indústrias de exploração de carvão, militar (durante as grandes guerras) e têxtil. As minas de carvão foram abandonas em 1983 e hoje o foco da região são as indústrias mecânicas, médicas, óticas e siderúrgicas.
A sede mundial do Grupo Casino fica em Saint-Etienne e esta multinacional de distribuição fatura anualmente mais de 30 bilhões de euros e emprega mais de 300 mil pessoas no mundo todo.
A região também conta com grandes vinícolas no norte (Château-Grillet, Condrieu). Vinhos de classe IGP são igualmente presentes na região, principalmente ao sul.
Outras cidades como Saint-Chamond apresentaram forte crescimento industrial nas últimas décadas, com foco no setor automobilístico. Por estar no meio caminho entre as metrópoles Saint-Étiennee Lyon, a cidade também abriga empregados de fábricas destas duas cidades.